# مطار كاراسكو الدولي
مطار كاراسكو الدولي (بالإنجليزية: Carrasco International Airport) (إياتا: MVD، إيكاو: SUMU) هو مطار دولي يخدم مدينة مونتفيدو عاصمة الأوروغواي.

## خطوط وشركات الطيران

### نقل المسافرين
| شركـات طيـران             | الوجهات                                          |
| ------------------------- | ------------------------------------------------ |
| الخطوط الجوية الأرجنتينية | Buenos Aires–Aeroparque                          |
| طيران أوروبا              | مطار مدريد باراخاس الدولي                        |
| الخطوط الجوية الأمريكية   | موسمية: مطار ميامي الدولي                        |
| أفيانكا                   | مطار إلدورادو الدولي                             |
| خطوط كوبا الجوية          | مطار توكومين الدولي                              |
| Eastern Airlines ‏         | مطار ميامي الدولي (تنطلق في 3 يونيو 2021)        |
| Gol Transportes Aéreos    | مطار غواروليوس الدولي (تُستأنف في 5 يوليو 2021)   |
| أيبيريا                   | مطار مدريد باراخاس الدولي                        |
| خطوط تام الجوية           | مطار غواروليوس الدولي                            |
| خطوط لان الجوية           | مطار أرتورو ميرينو بينيتيز الدولي                |
| لاتام بيرو                | مطار خورخي تشافيز الدولي (تُستأنف في 2 مايو 2021) |
| Paranair                  | مطار سيلفيو بيتيروسي الدولي                      |

## إحصائيات
| السنة      | 2018      | 2017      | 2016      | 2015      | 2014      | 2013      | 2012      | 2011      | 2010      | 2008      | 2007      | 2006      | 2005      | 2004    |
| ---------- | --------- | --------- | --------- | --------- | --------- | --------- | --------- | --------- | --------- | --------- | --------- | --------- | --------- | ------- |
| المسافرون  | 2,260,494 | 2,102,516 | 1,870,853 | 1,671,234 | 1,602,321 | 1,561,940 | 1,761,783 | 2,180,029 | 1,654,270 | 1,236,415 | 1,168,199 | 1,102,299 | 1,061,337 | 996,106 |
| الشحن (طن) |           |           |           |           |           |           |           | 27,395    | 24,700    | 24,633    | 24,712    | 26,149    | 25,445    |         |